# Athelicium
Athelicium — рід грибів родини Tricholomataceae. Назва вперше опублікована 1986 року.

## Класифікація
До роду Athelicium відносять 2 види:
- Athelicium hallenbergii
- Athelicium stridii